# Matzen-Raggendorf
Matzen-Raggendorf je městys v Rakousku ve spolkové zemi Dolní Rakousy v okrese Gänserndorf, asi 10 km západně od hranic Slovenska, které zde tvoří řeka Morava.

## Geografie
Matzen-Raggendorf se nachází ve vinařské oblasti regionu Weinviertel, asi 14,5 kilometru od západoslovenské obce Záhorská Ves a 35 km severovýchodně od Vídně. Rozloha jeho území činí 35,76 km². V blízkosti městyse se nacházejí ropná pole.

### Části obce
Území městyse Matzen-Raggendorf se skládá ze tří částí (v závorce uveden počet obyvatel k 1. 1. 2017):
- Klein-Harras (368)
- Matzen (1 775)
- Raggendorf (642)

### Sousední obce
- na severu: Hohenruppersdorf
- na východě: Prottes
- na jihu: Schönkirchen-Reyersdorf, Auersthal
- na západě: Groß-Schweinbarth

## Historie
- 1067: první písemná zpráva o obci "Modzidala"
- 1360: narodil se zde rakouský benediktin Nikolaus Seyringer, autor řeholní reformy a opat v Melku
- 1615: císař Matyáš Habsburský udělil obci tržní privilegium
- 1903: otevřeno železniční nádraží Matzen
- 1904: otevření první dolnorakouské vápenky a cihelny
- 1924: elektrifikace obce
- 1927: kanalizace a dláždění ulic
- 1959: vysvěcení nového kostela
- 2019: uzavření železniční trati a nádraží

## Kultura a památky
- zámek Matzen - středověkého původu, jeden trakt s věží novogotický
- zámek Raggendorf - barokní
- farní kostel sv. Filipa a Jakuba v Kleinharrasu
- farní kostel sv. Linharta v Matzenu
- farní kostel sv. Agapita v Raggendorfu
- Matznerský medvěd (symbol městyse) na náměstí
- kaple sv. Huberta
- Sousoší kalvárie se 14 svatými pomocníky
- Františkova cesta Weinviertelem

## Politika
Obecní zastupitelstvo se skládá z 21 členů.
- 8 ÖVP - starosta Stefan Flotz (od 2020)
- 7 SPÖ
- 6 FPÖ

## Galerie

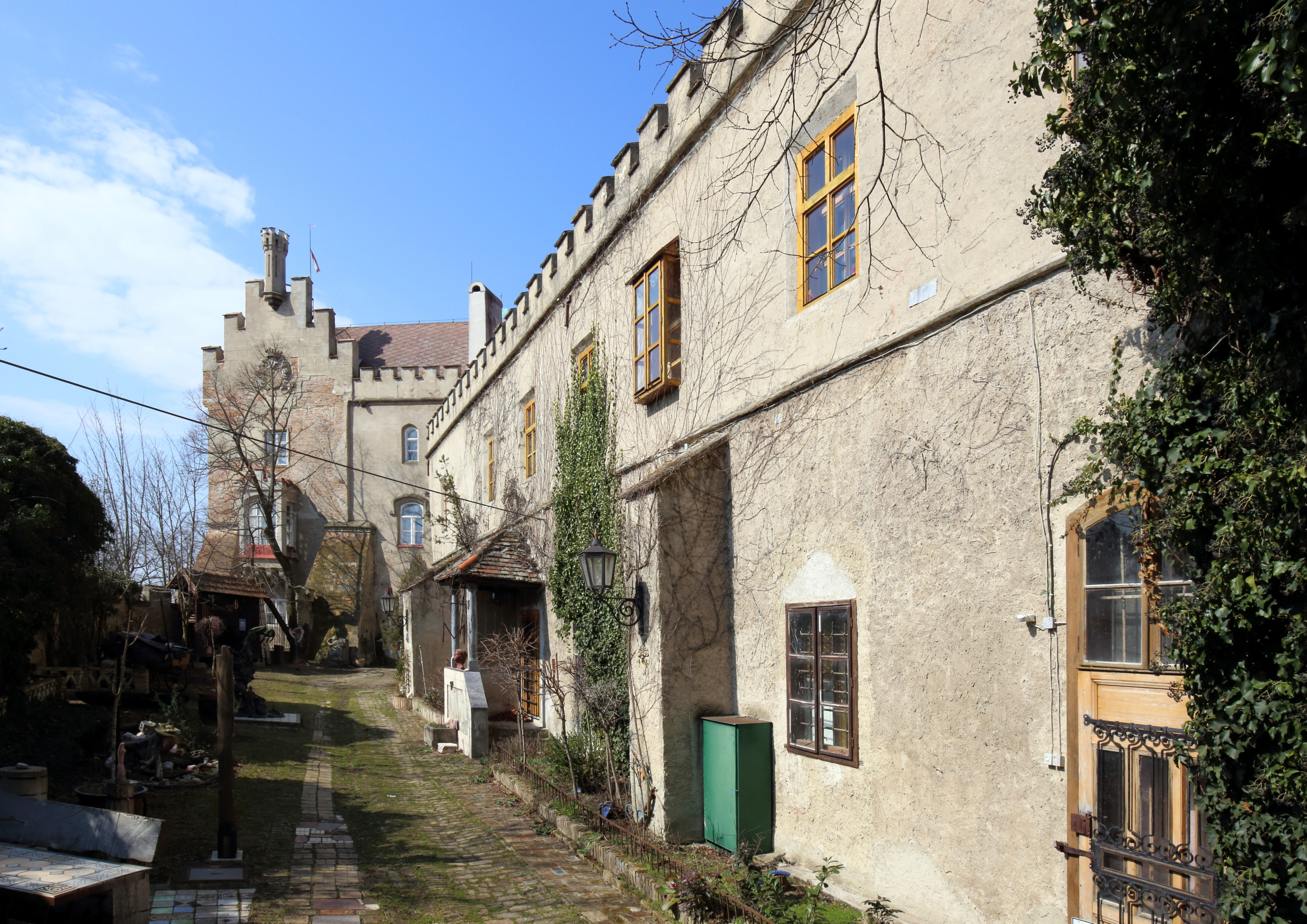
zámek Matzen
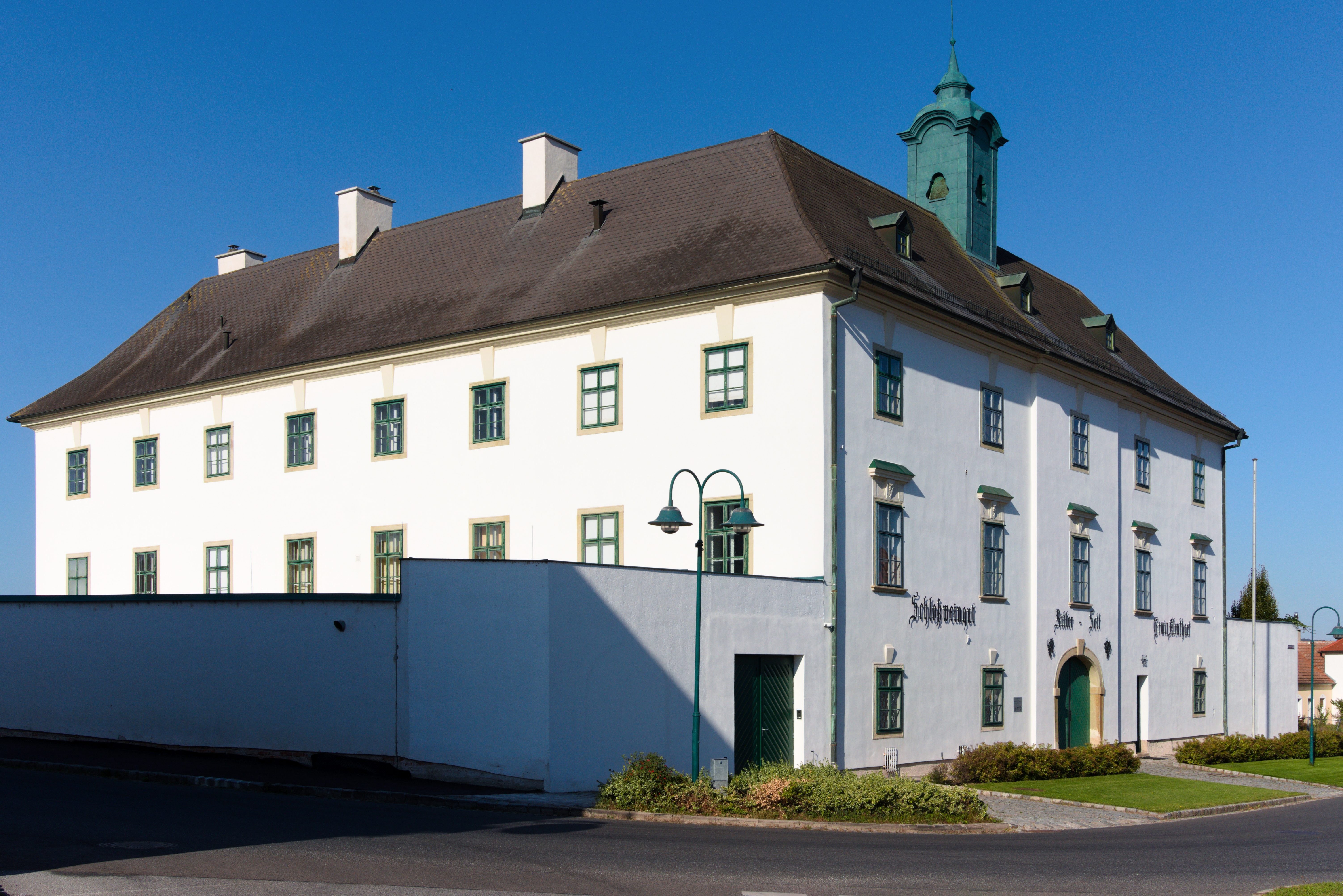
zámek Raggendorf
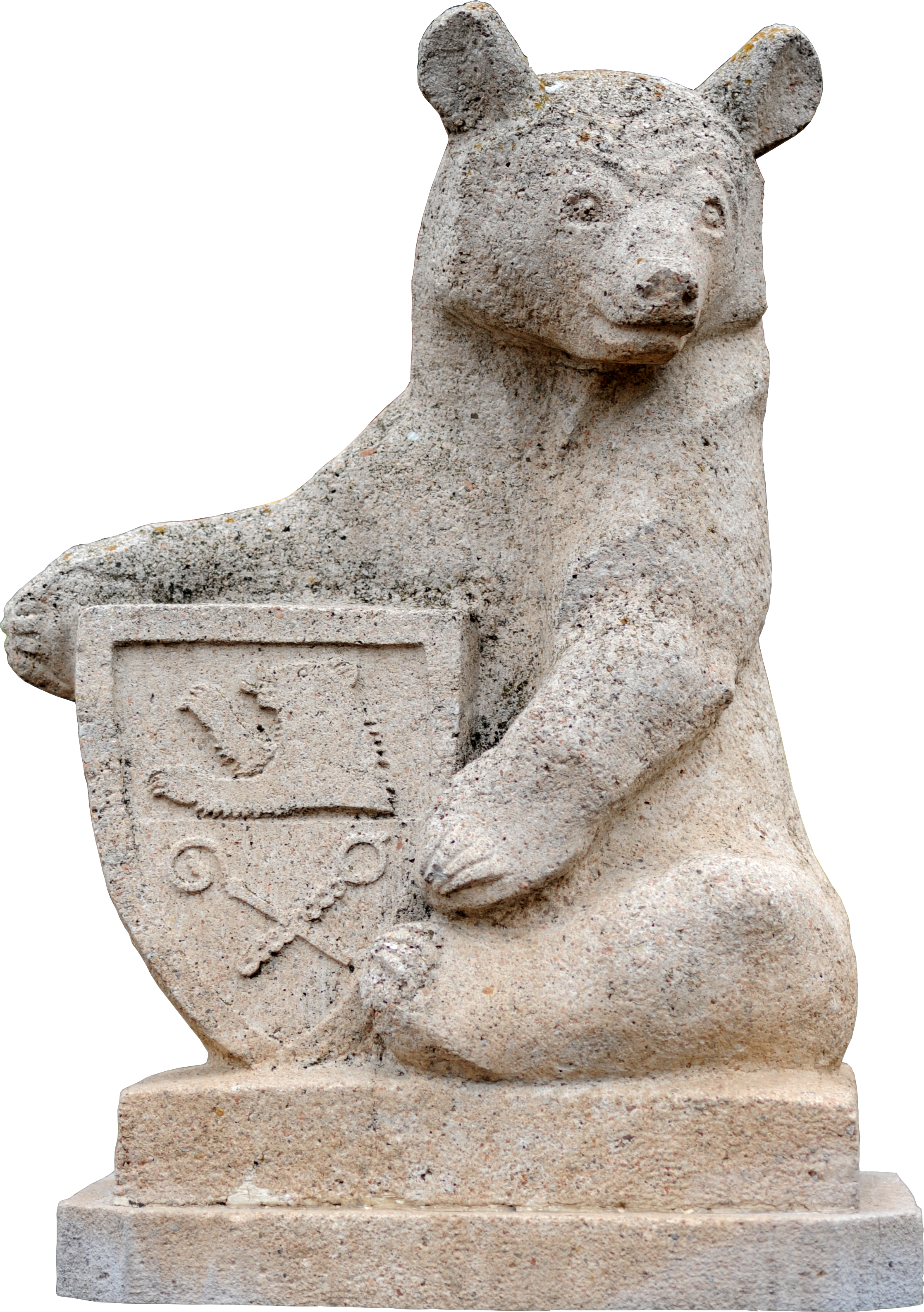
Mätzenský medvěd
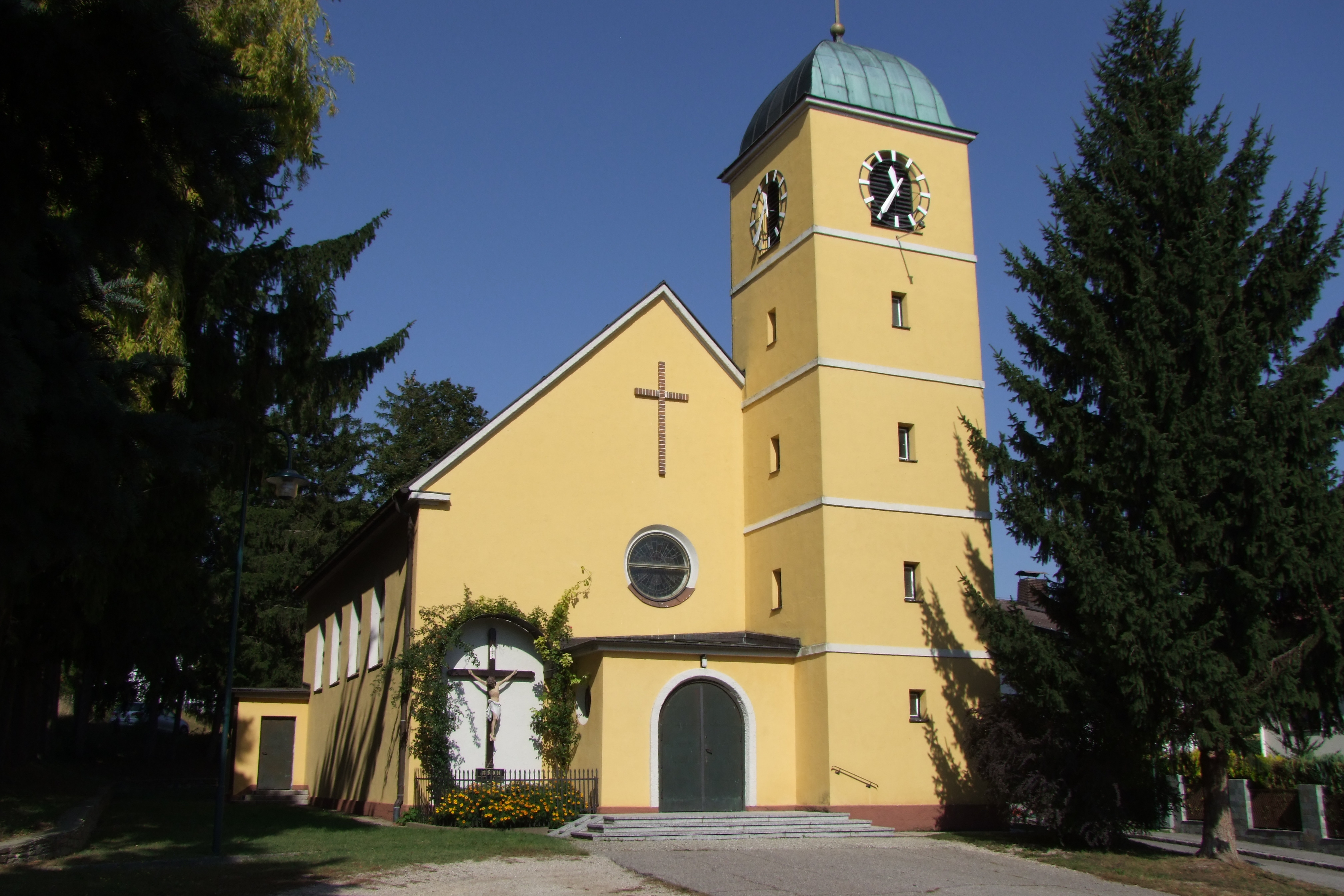
kostel v Kleinharrasu
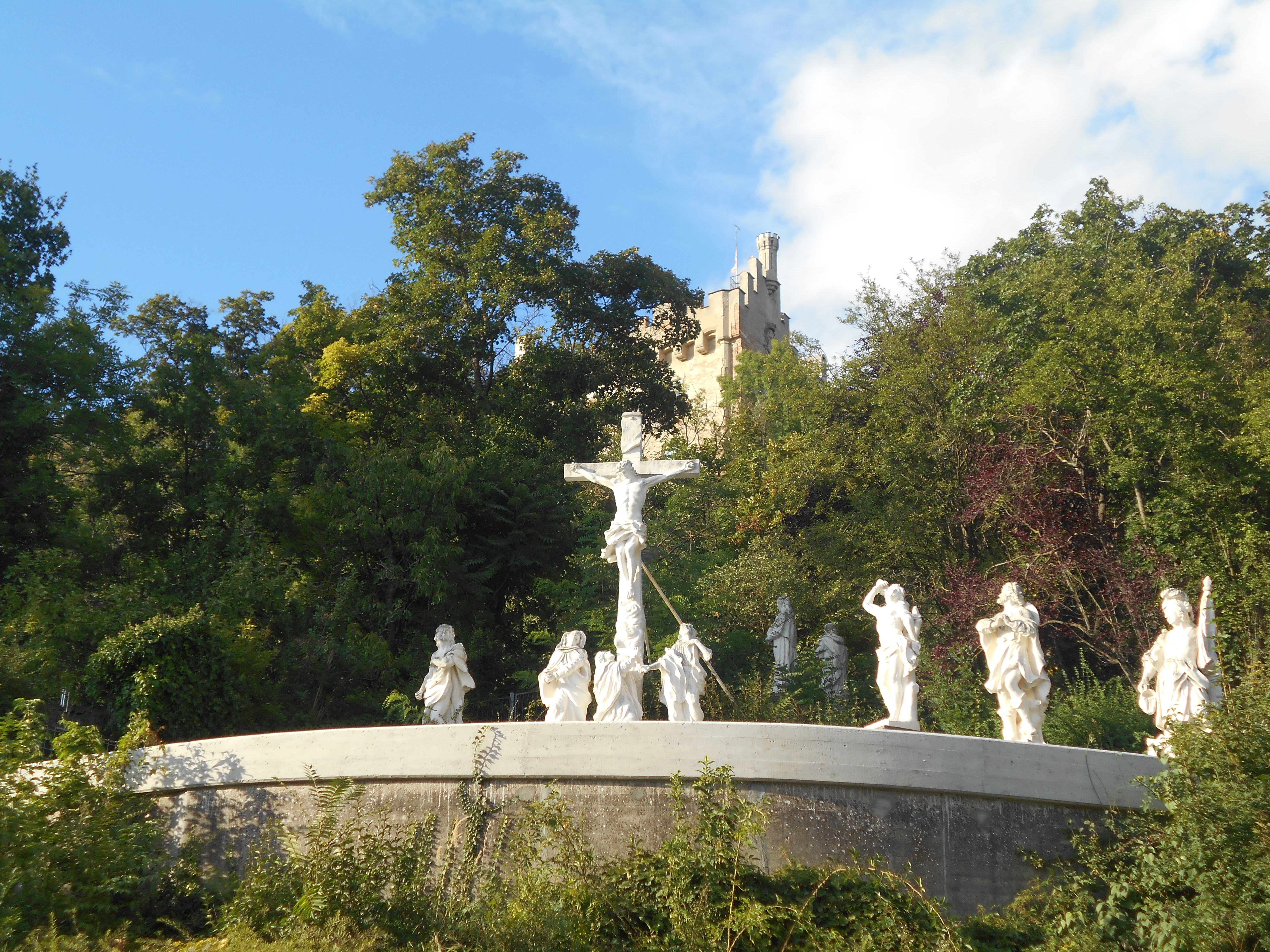
Kalvárie se 14 svatými pomocníky
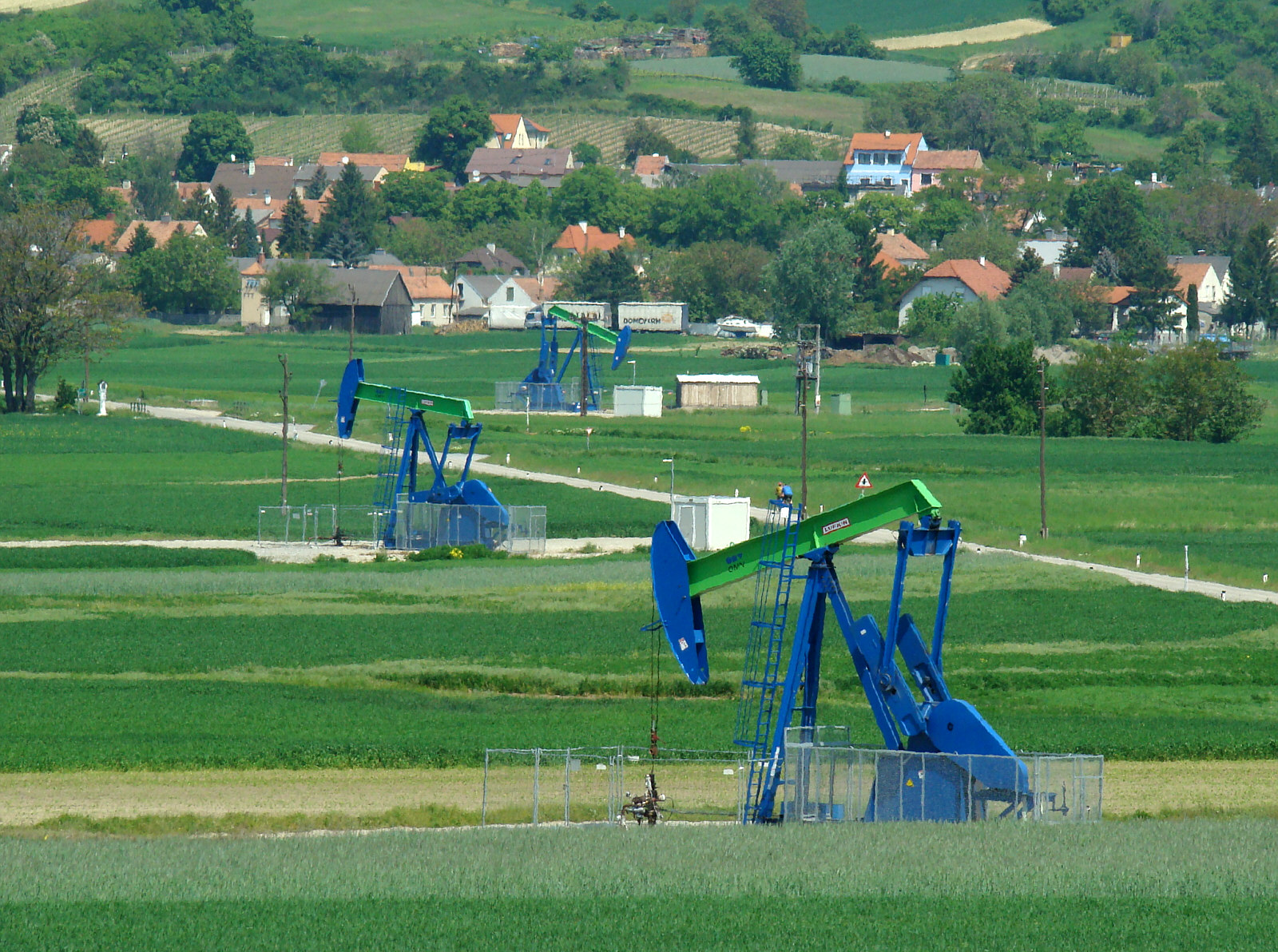
Pumpy na ropném poli